# Mala Vrbica (miasto Kragujevac)
Mala Vrbica (cyr. Мала Врбица) – wieś w Serbii, w okręgu szumadijskim, w mieście Kragujevac. W 2011 roku liczyła 203 mieszkańców.